# Ghiacciaio Padala
Il ghiacciaio Padala (in inglese: Padala Glacier) è un ghiacciaio lungo 9 km e largo 3,9, situato sulla costa di Zumberge, nella parte occidentale della Terra di Ellsworth, in Antartide. In particolare, il ghiacciaio, il cui punto più alto si trova ad oltre 1.000 m s.l.m., è situato sul versante orientale della parte centro-settentrionale della dorsale Sentinella, nelle montagne di Ellsworth, a nord-ovest del ghiacciaio Kopsis e a est-sud-est del ghiacciaio Marsa. Da qui esso fluisce in direzione nord-est scorrendo lungo il versante nord-orientale del picco Bezden e sulle sponde sud-orientali del picco Golemani, fino ad unire il proprio flusso a quello del ghiacciaio Embree, a nord-ovest del monte Hleven.

## Storia
Il ghiacciaio Padala è stato così battezzato dalla Commissione bulgara per i toponimi antartici in onore del villaggio di Padala, nella Bulgaria occidentale.